# Serie A (Eishockey) 2014/15
Die Saison 2014/15 der italienischen Eishockeymeisterschaft der Serie A begann am 20. September 2014 und war die 81. reguläre Austragung der italienischen Staatsmeisterschaft. Nach der Umbenennung in Elite.A in der Vorsaison bekam die Serie A ihren alten Namen zurück, weil sie mit der zweithöchsten Spielklasse, der Serie A2 (INL), zusammengelegt wurde. Deshalb befanden sich erstmals zwölf Mannschaften im Teilnehmerfeld. Meister wurde nach einem Finalsieg gegen Titelverteidiger Ritten Sport zum insgesamt fünften Mal in der Vereinsgeschichte Asiago Hockey.

## Teilnehmende Mannschaften
Neu im Vergleich zum Vorjahr sind der SV Kaltern, der HC Eppan, der HC Gherdëina und der HC Neumarkt.
| Team                   | Stadt                       | Spielstätte                            | Kapazität |
| ---------------------- | --------------------------- | -------------------------------------- | --------- |
| Asiago Hockey          | Asiago, Venetien            | Pala Hodegart                          | 2200      |
| SG Cortina             | Cortina d’Ampezzo, Venetien | Olympisches Eisstadion Cortina         | 2700      |
| SHC Fassa              | Canazei, Trentino           | Gianmario Scola                        | 3500      |
| Hockey Milano Rossoblu | Mailand, Lombardei          | Stadio del Ghiaccio Agora              | 4000      |
| Ritten Sport           | Ritten, Südtirol            | Ritten Arena                           | 1200      |
| HC Pustertal           | Bruneck, Südtirol           | Leitner Solar Arena                    | 2150      |
| HC Valpellice          | Torre Pellice, Piemont      | Palaghiaccio Olimpico di Torre Pellice | 2500      |
| WSV Sterzing Broncos   | Sterzing, Südtirol          | Weihenstephan Arena                    | 1700      |
| SV Kaltern             | Kaltern, Südtirol           | Raiffeisen Arena                       | 1800      |
| HC Eppan               | Eppan, Südtirol             | Eisstadion Eppan                       | 1500      |
| HC Gherdëina           | Wolkenstein, Südtirol       | Eisstadion Pranives                    | 2000      |
| HC Neumarkt            | Neumarkt, Südtirol          | Würth Arena                            | 1200      |

## Modus
In der Hauptrunde absolvierten die zwölf Mannschaften jeweils 22 Spiele. Anschließend wurde die Liga in zwei Gruppen aufgeteilt, wobei die Mannschaften in ihrer Gruppe jeweils zweimal auf die übrigen Gruppenteilnehmer trafen und jeweils einmal gegen einen Gegner aus der anderen Gruppe antreten mussten. Die sechs bestplatzierten Mannschaften der Hauptrunde qualifizierten sich für die Master Round, wobei sich die Teams auf den Plätzen eins bis fünf direkt für die Playoffs qualifizierten.
Der letztplatzierte Verein der Master Round spielte gegen die fünf Bestplatzierten der zweiten, schwächeren Gruppe (Playoff Round) in einer Best-of-Three-Serie um den Einzug in die Playoffs. Für den Letztplatzierten der Playoff Round war die Saison beendet. Für einen Sieg nach regulärer Spielzeit erhielt jede Mannschaft drei Punkte, für einen Sieg nach Overtime zwei Punkte, bei einer Niederlage nach Overtime gab es einen Punkt und bei einer Niederlage nach regulärer Spielzeit null Punkte.

## Hauptrunde
|     | Klub                   | Sp | S  | OTS | OTN | N  | T  | GT | ±   | Punkte |
| --- | ---------------------- | -- | -- | --- | --- | -- | -- | -- | --- | ------ |
| 1.  | HC Pustertal           | 22 | 14 | 2   | 2   | 4  | 82 | 42 | +40 | 48     |
| 2.  | HC Asiago              | 22 | 13 | 4   | 1   | 4  | 97 | 52 | +45 | 48     |
| 3.  | Ritten Sport (M)       | 22 | 13 | 1   | 5   | 3  | 82 | 57 | +25 | 46     |
| 4.  | Hockey Milano Rossoblu | 22 | 11 | 4   | 3   | 4  | 85 | 67 | +18 | 44     |
| 5.  | HC Valpellice          | 22 | 13 | 2   | 0   | 7  | 89 | 56 | +33 | 43     |
| 6.  | HC Gherdëina           | 22 | 9  | 3   | 3   | 7  | 67 | 57 | +10 | 36     |
| 7.  | WSV Sterzing Broncos   | 22 | 7  | 4   | 1   | 10 | 58 | 65 | −7  | 30     |
| 8.  | SG Cortina             | 22 | 7  | 2   | 4   | 9  | 62 | 67 | −5  | 29     |
| 9.  | HC Eppan               | 22 | 6  | 2   | 1   | 13 | 68 | 95 | −27 | 23     |
| 10. | HC Neumarkt            | 22 | 6  | 1   | 2   | 13 | 55 | 88 | −33 | 22     |
| 11. | SHC Fassa              | 22 | 4  | 1   | 3   | 14 | 47 | 96 | −49 | 17     |
| 12. | SV Kaltern             | 22 | 3  | 0   | 1   | 18 | 46 | 96 | −50 | 10     |

Abkürzungen: Sp = Spiele, S = Siege, N = Niederlagen, OTS = Siege nach Verlängerung (Overtime), OTN = Niederlagen nach Verlängerung,  ± = Torverhältnis
Teilnehmer an der Master Round;
Teilnehmer an der Playoff Round; (M) = Meister der Vorsaison

## Zweite Saisonphase

### Master Round
|    | Klub                   | Sp | S  | OTS | OTN | N  | T   | GT  | ±   | Punkte |
| -- | ---------------------- | -- | -- | --- | --- | -- | --- | --- | --- | ------ |
| 1. | Asiago Hockey          | 38 | 25 | 5   | 1   | 7  | 159 | 84  | +75 | 86     |
| 2. | HC Pustertal           | 38 | 24 | 4   | 2   | 8  | 150 | 74  | +76 | 82     |
| 3. | Ritten Sport (M)       | 38 | 23 | 2   | 8   | 5  | 132 | 82  | +50 | 81     |
| 4. | Hockey Milano Rossoblu | 38 | 18 | 4   | 7   | 9  | 135 | 109 | +26 | 69     |
| 5. | HC Valpellice          | 38 | 18 | 4   | 0   | 16 | 137 | 121 | +16 | 62     |
| 6. | HC Gherdëina           | 38 | 10 | 4   | 3   | 21 | 99  | 134 | −35 | 41     |

 Teilnehmer an den Playoffs; Teilnehmer an der Playoff-Qualifikation

### Playoff Round
|     | Klub                 | Sp | S  | OTS | OTN | N  | T   | GT  | ±   | Punkte |
| --- | -------------------- | -- | -- | --- | --- | -- | --- | --- | --- | ------ |
| 7.  | WSV Sterzing Broncos | 38 | 15 | 6   | 3   | 14 | 106 | 103 | +3  | 60     |
| 8.  | HC Eppan             | 38 | 13 | 4   | 2   | 19 | 131 | 157 | −26 | 49     |
| 9.  | SG Cortina           | 38 | 12 | 4   | 4   | 18 | 109 | 110 | −1  | 48     |
| 10. | HC Neumarkt          | 38 | 13 | 1   | 6   | 18 | 102 | 134 | −32 | 47     |
| 11. | SHC Fassa            | 38 | 9  | 2   | 4   | 23 | 83  | 148 | −65 | 35     |
| 12. | SV Kaltern           | 38 | 7  | 1   | 1   | 29 | 81  | 168 | −87 | 24     |

Teilnehmer an der Playoff-Qualifikation;  Saison beendet

### Beste Scorer
Abkürzungen: Sp = Spiele, T = Tore, V = Assists, Pkt = Punkte, SM = Strafminuten; Fett:  Bestwert
| Nat.     | Spieler              | Team            | Sp | T  | V  | Pkt | SM  |
| -------- | -------------------- | --------------- | -- | -- | -- | --- | --- |
| Kanada   | Philip-Michaël Devos | HC Pustertal    | 38 | 30 | 60 | 90  | 57  |
|          | David Vallorani      | Milano Rossoblu | 34 | 31 | 34 | 65  | 28  |
| Kanada   | Scott Campbell       | HC Valpellice   | 37 | 26 | 37 | 63  | 16  |
| Kanada   | Matt Pope            | HC Valpellice   | 37 | 23 | 40 | 63  | 44  |
|          | Giulio Scandella     | HC Pustertal    | 30 | 22 | 40 | 62  | 26  |
| Schweden | Filip Björk1         | SHC Fassa       | 35 | 6  | 16 | 22  | 103 |

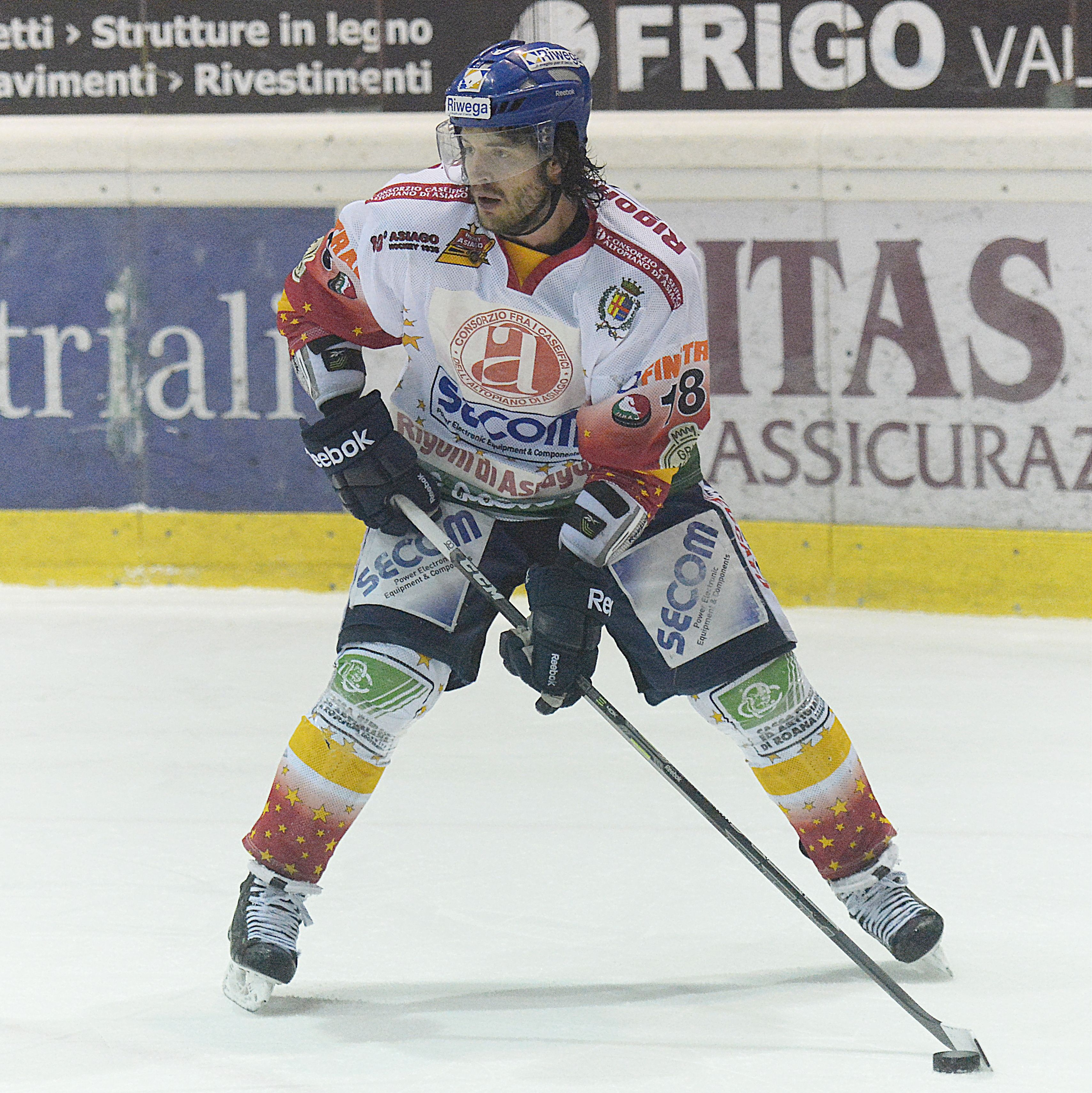
Layne Ulmer war Topscorer der Playoffs

1 Zum Vergleich: Spieler mit den meisten Strafminuten

### Beste Torhüter
(Torhüter, die mindestens 40 % der Gesamtspielzeit ihrer Mannschaft absolviert haben)

Abkürzungen:  Sp = Spiele, Min = Eiszeit (in Minuten), Sv% = gehaltene Schüsse (in %), GTS = Gegentorschnitt, SO = Shutouts; Fett:  Bestwert

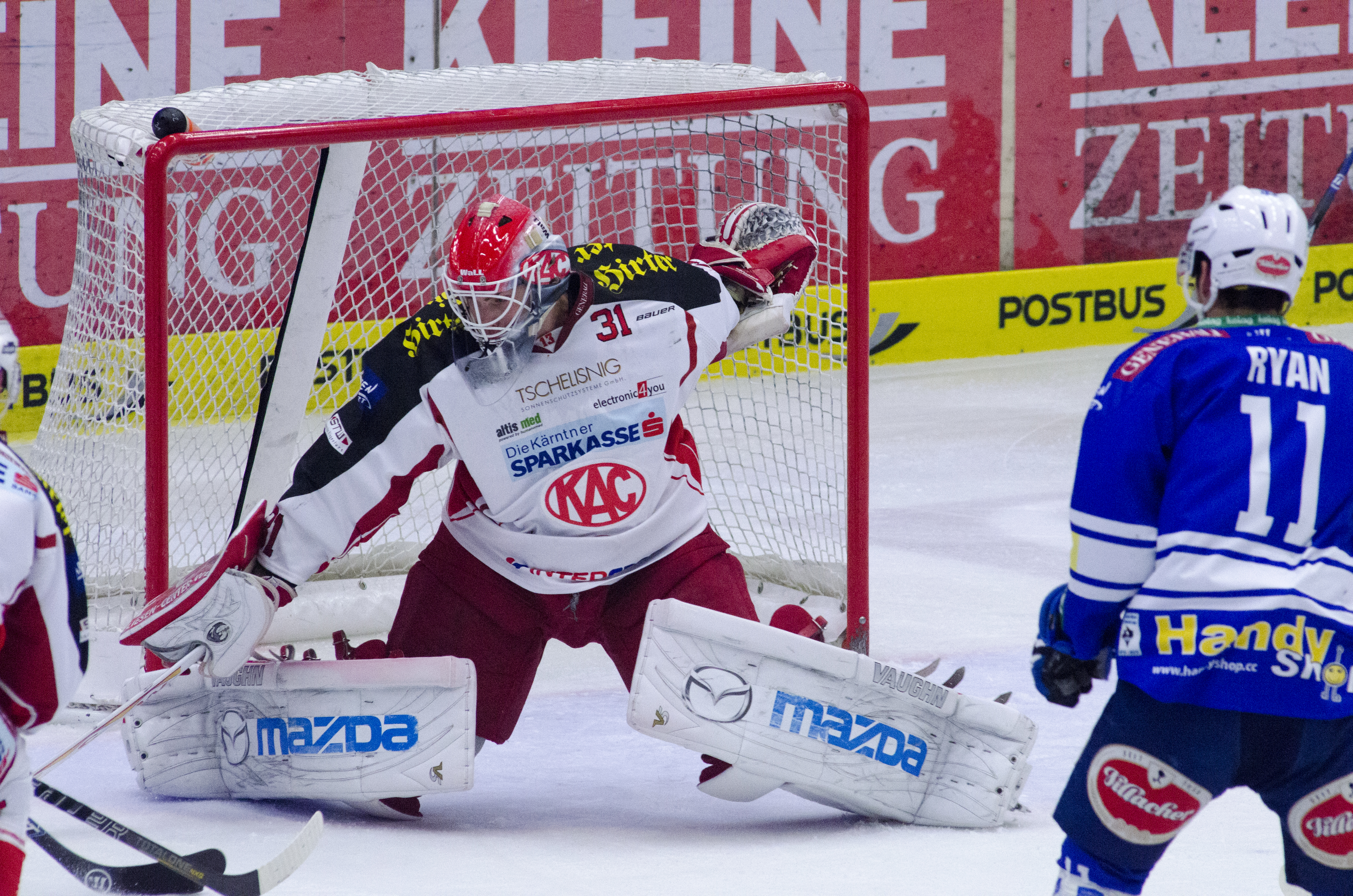
Fabian Weinhandl hatte den niedrigsten Gegentorschnitt und die beste Fangquote

| Nat.               | Spieler          | Team            | Sp | Min  | SO | GTS  | Sv%  |
| ------------------ | ---------------- | --------------- | -- | ---- | -- | ---- | ---- |
| Osterreich         | Fabian Weinhandl | Ritten Sport    | 10 | 618  | 3  | 1,16 | 95,3 |
| Vereinigte Staaten | Chris Holt       | Ritten Sport    | 11 | 663  | 2  | 1,72 | 94,1 |
|                    | Jerry Kuhn       | HC Pustertal    | 35 | 2089 | 5  | 1,91 | 93,5 |
|                    | Vincenzo Marozzi | Asiago Hockey   | 33 | 1920 | 5  | 2,12 | 93,1 |
| Italien            | Alex Caffi       | Milano Rossoblu | 37 | 2225 | 4  | 2,70 | 93,0 |

## Playoffs

### Qualifikation
Die Qualifikationsspiele wurden im Modus Best-of-Three ausgetragen.
|                                    | Serie | 1         | 2   | 3 | [HR]  |
| ---------------------------------- | ----- | --------- | --- | - | ----- |
| HC Gherdëina – SHC Fassa           | 2:0   | 4:1       | 5:2 | – | [2:1] |
| WSV Sterzing Broncos – HC Neumarkt | 2:0   | 2:1 n. P. | 5:2 | – | [2:2] |
| HC Eppan – SG Cortina              | 2:0   | 4:3       | 4:2 | – | [0:4] |

HR = Hauptrunde

### Playoff-Baum

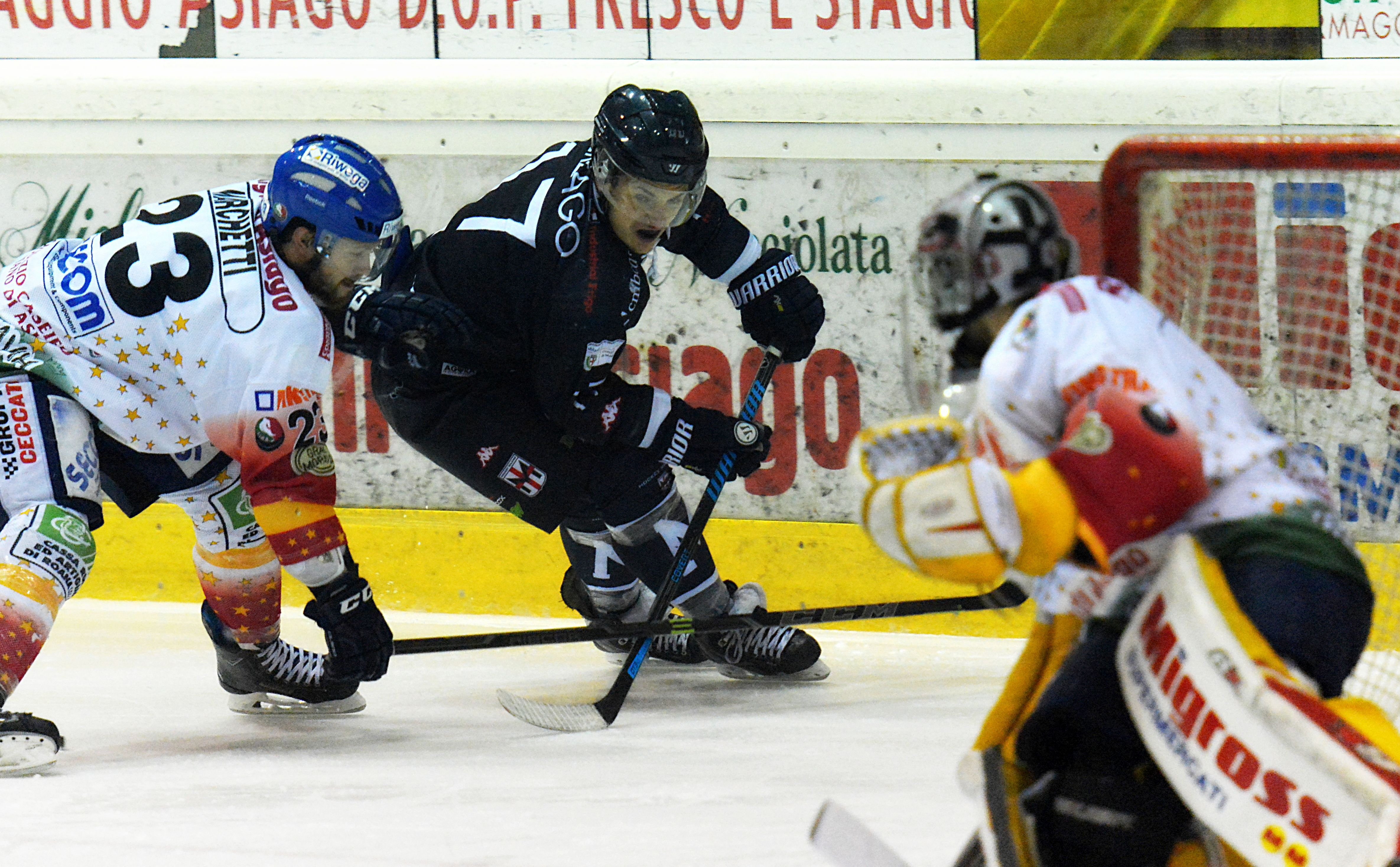
Szene aus dem dritten Finalspiel

| Viertelfinale | Viertelfinale        | Viertelfinale          |   |                        | Halbfinale | Halbfinale | Halbfinale |  |  | Finale | Finale | Finale |
|               |                      |                        |   |                        |            |            |            |  |  |        |        |        |
| 1             | Asiago Hockey        | 4                      |   |                        |            |            |            |  |  |        |        |        |
| 8             | HC Eppan             | 3                      |   |                        |            |            |            |  |  |        |        |        |
| 8             | HC Eppan             | 3                      | 1 | Asiago Hockey          | 4          |            |            |  |  |        |        |        |
|               |                      |                        | 1 | Asiago Hockey          | 4          |            |            |  |  |        |        |        |
|               | 4                    | Hockey Milano Rossoblu | 0 |                        |            |            |            |  |  |        |        |        |
| 4             | 4                    | Hockey Milano Rossoblu | 0 | Hockey Milano Rossoblu | 4          |            |            |  |  |        |        |        |
| 4             |                      |                        |   | Hockey Milano Rossoblu | 4          |            |            |  |  |        |        |        |
| 5             | HC Valpellice        | 1                      |   |                        |            |            |            |  |  |        |        |        |
| 5             | HC Valpellice        | 1                      | 1 | Asiago Hockey          | 4          |            |            |  |  |        |        |        |
|               |                      |                        |   | Asiago Hockey          | 4          |            |            |  |  |        |        |        |
|               | 3                    | Ritten Sport           | 3 |                        |            |            |            |  |  |        |        |        |
| 3             | 3                    | Ritten Sport           | 3 | Ritten Sport           | 4          |            |            |  |  |        |        |        |
| 3             |                      |                        |   | Ritten Sport           | 4          |            |            |  |  |        |        |        |
| 6             | HC Gherdëina         | 0                      |   |                        |            |            |            |  |  |        |        |        |
| 6             | HC Gherdëina         | 0                      | 3 | Ritten Sport           | 4          |            |            |  |  |        |        |        |
|               |                      |                        | 3 | Ritten Sport           | 4          |            |            |  |  |        |        |        |
|               | 2                    | HC Pustertal           | 2 |                        |            |            |            |  |  |        |        |        |
| 2             | 2                    | HC Pustertal           | 2 | HC Pustertal           | 4          |            |            |  |  |        |        |        |
| 2             |                      |                        |   | HC Pustertal           | 4          |            |            |  |  |        |        |        |
| 7             | WSV Sterzing Broncos | 1                      |   |                        |            |            |            |  |  |        |        |        |

#### Finale
Die Spiele fanden vom 26. März bis zum 9. April statt.
|                              | Serie | 1         | 2   | 3   | 4         | 5   | 6   | 7   | HR    |
| ---------------------------- | ----- | --------- | --- | --- | --------- | --- | --- | --- | ----- |
| Asiago Hockey – Ritten Sport | 4:3   | 2:3 n. V. | 4:3 | 5:4 | 2:3 n. P. | 5:1 | 1:2 | 4:2 | [2:2] |

HR = Hauptrunde

### Beste Scorer
Abkürzungen: Sp = Spiele, T = Tore, V = Assists, Pkt = Punkte, SM = Strafminuten; Fett:  Bestwert
| Nat.    | Spieler          | Team          | Sp | T  | V  | Pkt | SM |
| ------- | ---------------- | ------------- | -- | -- | -- | --- | -- |
| Kanada  | Layne Ulmer      | Asiago Hockey | 18 | 9  | 19 | 28  | 12 |
|         | Sean Bentivoglio | Asiago Hockey | 17 | 14 | 11 | 25  | 16 |
| Italien | Luca Ansoldi     | Ritten Sport  | 16 | 6  | 16 | 22  | 22 |
|         | Eric Johansson   | Ritten Sport  | 15 | 10 | 9  | 19  | 2  |
|         | David Borrelli   | Asiago Hockey | 16 | 7  | 12 | 19  | 16 |
| Italien | Diego Iori1      | Asiago Hockey | 18 | 6  | 8  | 14  | 49 |

1 Zum Vergleich: Spieler mit den meisten Strafminuten

### Beste Torhüter
Abkürzungen:  Sp = Spiele, Min = Eiszeit (in Minuten), Sv% = gehaltene Schüsse (in %), GTS = Gegentorschnitt, SO = Shutouts; Fett:  Bestwert
| Nat.       | Spieler          | Team                 | Sp | Min  | SO | GTS  | Sv%  |
| ---------- | ---------------- | -------------------- | -- | ---- | -- | ---- | ---- |
|            | Jerry Kuhn       | HC Pustertal         | 11 | 665  | 2  | 1,95 | 94,2 |
| Slowakei   | Dušan Sidor      | HC Valpellice        | 5  | 307  | 0  | 2,92 | 92,1 |
| Osterreich | Fabian Weinhandl | Ritten Sport         | 16 | 1005 | 1  | 2,12 | 92,0 |
| Finnland   | Joni Puurula     | WSV Sterzing Broncos | 5  | 306  | 0  | 2,74 | 92,0 |
| Italien    | Vincenzo Marozzi | Asiago Hockey        | 18 | 1060 | 0  | 2,46 | 91,6 |

## Kader des italienischen Meisters
| Italienischer Meister Asiago Hockey | Torhüter: Vincenzo Marozzi, Alessandro Tura Verteidiger: Lorenzo Casetti, Scott Hotham, Stefano Marchetti, Enrico Miglioranzi, Nicola Munari, Andrea Strazzabosco, Michele Strazzabosco, Daniel Sullivan Angreifer: Federico Benetti, Sean Bentivoglio, David Borrelli, Mirko Presti, Kevin DeVergilio, Diego Iori, Marco Magnabosco, Anthony Nigro, Simone Olivero, Fabrizio Pace, Mirco Presti, Michele Stevan, Matteo Tessari, Nicola Tessari, Layne Ulmer Trainerstab: John Parco, Franco Vellar |